# Michelle Stilwell
Michelle Stilwell (de soltera Bauknecht; nacida el 4 de julio de 1974) es una corredora en silla de ruedas y política canadiense. Es la única atleta paralímpica en ganar medallas de oro en dos eventos deportivos de verano. Fue elegida miembro de la Asamblea Legislativa de Columbia Británica como candidata liberal de Columbia Británica para Parksville-Qualicum en las elecciones provinciales de 2013. Representó a Canadá en los Juegos Paralímpicos de Verano de 2000, los Juegos Paralímpicos de Verano de 2008 y los Juegos Paralímpicos de Verano de 2012.

## Biografía
Stilwell nació el 4 de julio de 1974 en Winnipeg, Manitoba, Canadá. Mientras asistía al River East Collegiate, se rompió el cuello por una caída, lo cual la dejó en estado de tetrapléjica incompleta. Después del accidente, compitió en baloncesto en silla de ruedas, a través del cual conoció a su esposo Mark en el Campeonato Nacional de 1996 en Montreal.  Finalmente se mudó a Calgary, donde completó su licenciatura en Ciencias en la Universidad de Calgary en 1999.

## Carrera paralímpica

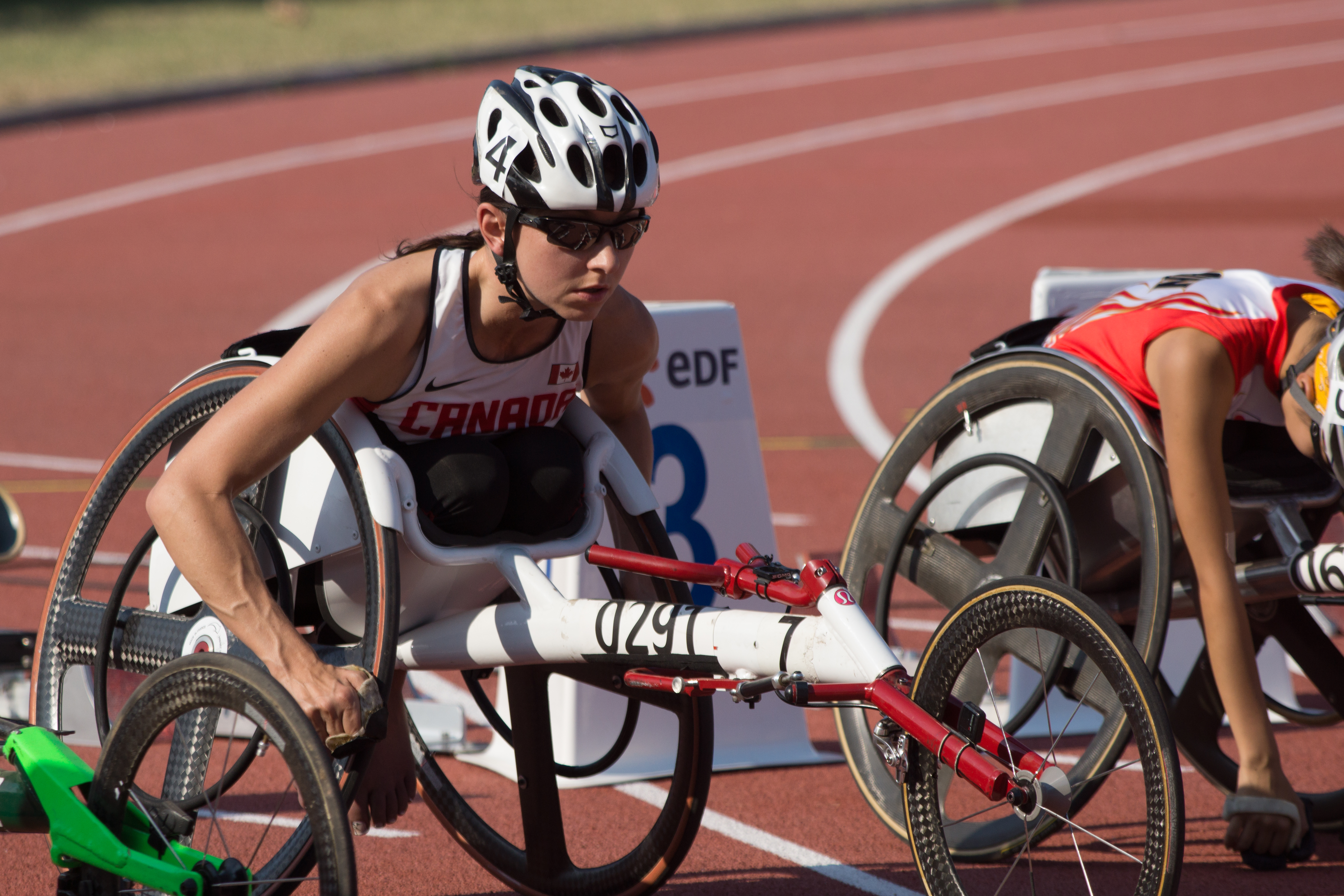
Stilwell en el Campeonato Mundial de Atletismo IPC 2013

Permaneció en Calgary desde 1997 hasta 2000 entrenando para el equipo nacional de baloncesto femenino en silla de ruedas de Canadá. Compitió como reserva para el equipo de Canadá en los Juegos Paralímpicos de 2000, donde su equipo ganó una medalla de oro. Luego, junto a su esposo Mark y su hijo recién nacido se mudaron a la isla de Vancouver.
Sin embargo, Stilwell se vio obligada a renunciar al baloncesto en silla de ruedas después de someterse a una cirugía por un tronco encefálico herniado. Aunque no pudo competir a nivel nacional, Stilwell continuó jugando baloncesto localmente donde fue vista por el entrenador Peter Lawless, quien la convenció de intentar competir en una silla de ruedas. Se clasificó para los Juegos Paralímpicos de 2008, donde ganó dos medallas de oro en los eventos T52 200 m y 100 m femeninos. Esto fue seguido por tres medallas de oro (con récords del Campeonato Mundial) y una de plata en el Campeonato Mundial de 2011 en Christchurch, Nueva Zelanda.
En los Juegos Paralímpicos de Londres 2012, defendió su medalla de oro paralímpica en los 200 metros femeninos en 33.80 segundos, rompiendo su récord en los Juegos en más de dos segundos. Cuatro días después, ganó la medalla de plata en los 100 metros después de que un accidente la hizo quedarse atrás de Marieke Vervoort. Al año siguiente, compitió en el Campeonato Mundial de Atletismo IPC 2013 y estableció un nuevo récord mundial en la clase T52 de 800 metros femeninos.
En 2016, durante sus últimos Juegos Paralímpicos, obtuvo una medalla de oro y también estableció un récord paralímpico durante la carrera de 400 metros en silla de ruedas T52, con un tiempo de un minuto y 5,42 segundos. Al año siguiente, anunció su retiro de los deportes competitivos y fue incluida en el Salón de la Fama de Deportes de Columbia Británica.

## Carrera política
En 2013, hizo campaña para convertirse en candidata  liberal de Columbia Británica para Parksville-Qualicum en las elecciones provinciales de 2013. Finalmente fue elegida para la Asamblea Legislativa de Columbia Británica, sirvió como Presidenta del Caucus y Secretaria Parlamentaria para una Vida Saludable y Personas de la Tercera Edad durante dos años antes de ser jurada como Ministra de Desarrollo Social e Innovación Social.